# Trónok harca (televíziós sorozat)
A Trónok harca (eredeti címe: Game of Thrones) 2011 és 2019 között bemutatott amerikai televíziós fantasy sorozat, amelyet az HBO készített George R. R. Martin nagy sikerű regénysorozata, A tűz és jég dala alapján (rendezői David Benioff és D. B. Weiss). A Trónok harca című kötetből készült első évad 2011. április 17-én debütált az Egyesült Államokban, Magyarországon pedig április 18-án mutatták be. A sorozat 2019-ben a nyolcadik, utolsó évaddal véget ért.
A sorozat egy fiktív világ Westeros és Essos kontinensein játszódik, és a történet szerteágazódása miatt rengeteg szereplője van. Három nagy sztoriszál húzódik végig a cselekményen: az első a Hét Királyság feletti uralomért csatázó nemesi házak küzdelmeit mutatja be, a második a trón tengeren túl szervezkedő törvényes örökösét követi nyomon, a harmadik pedig egy ősi, elfeledettnek hitt ellenség közelgő támadását vetíti előre.
A sorozatot jól fogadták a nézők és a kritikusok, így a bemutató után két nappal megrendelték a Királyok csatája című kötet alapján készült második évadot is, melyet az Egyesült Államokban 2012. április 1-jén, míg Magyarországon egy nappal később, április 2-án kezdett sugározni (eleinte feliratos változatban, majd április 15-től szinkronosan is) az HBO. A premierre 3,858 millió néző volt kíváncsi, ezzel a kábeles nézettség első helyezettje volt aznap. A jó nézettségre való tekintettel az HBO megrendelte a sorozat harmadik évadát, amely a Kardok vihara című kötet első feléből készült, a bemutató 2013. március 31-én volt. A negyedik évadot 2014. április 6-án kezdték el vetíteni, melynek évadzáró epizódját több mint hétmillióan nézték meg az Egyesült Államokban, ami így túlszárnyalta az eddigi rekordert, a Maffiózók negyedik évadzáróját. Az epizód letöltési és egyben torrent megosztási rekordot is döntött. Ötödik évadát 2015. április 12-én, míg a hatodikat 2016. április 24-én mutatták be. A hatodik etap évadzáró epizódja újabb nézettségi rekordot hozott, miután az Egyesült Államokban 8,89 millió nézőt ültetett a képernyők elé. A hetedik évad epizódjainak nézőszáma hétről hétre emelkedett, ezzel újabb és újabb rekordokat felállítva; az évadzáró részt több mint 12 millió amerikai követte élőben. A nyolcadik évad utolsó 6 része negatív kritikákat kapott a rajongóktól, de nézettségben soha nem látott sikerben részesült. Az utolsó rész rekordnézettséget ért el, 13,61 millió nézőt ültetett a képernyők elé. A kábelcsatorna történetében a Trónok harca lett a legnézettebb sorozat, az előző rekordot a Maffiózók 4. évadának premierje tartotta, 13,4 millió nézővel. A produkció zárórésze, ha az összes platformot nézzük (HBO, HBO GO és az HBO NOW) szolgáltatásokon együttvéve 19,3 millióan követték.
A sorozat az évek során népes rajongótáborra tett szert, valamint számos szakmai elismerést is kiérdemelt, köztük 59 Emmy-díjat, ezzel minden idők legtöbbet díjazott sorozatává vált. 2015-ben, 2016-ban, illetve 2018-ban egyaránt megkapta az év legjobb drámasorozatának járó Emmy-díjakat. Az amerikai forgatókönyvírók szakszervezetének (WGA), minden idők legjobban megírt sorozat listáján a negyvenedik helyet érte el. A sorozat legtöbbször díjazott színésze Peter Dinklage, aki Tyrion Lannister alakításáért két Emmy-díjat és egy Golden Globe-díjat is kapott az eddigi évadok során. A szereplőgárdából Lena Headey, Emilia Clarke, Kit Harington, Maisie Williams, Diana Rigg és Max von Sydow színészeket jelölték eddig Emmy-díjra.

## Cselekmény
A sorozat felépítése teljesen megegyezik a regény több cselekményszálas szerkezetével (az első évadé a Trónok harca, a másodiké a Királyok csatája című kötettel), és a szerző, George R.R. Martin elmondása szerint a forgatókönyv is hűen követi a munkáját.
A történet szálai Westerosban, a Hét Királyságban, ahol az évszakok több évtizedig is tarthatnak, valamint a Falon és keleten játszódnak. A harc a birodalom nemesi dinasztiái közt folyik, akik folyamatosan egymás ellen küzdenek, hogy megszerezzék a jogot a Vastrón birtoklása felett.

## Gyártás

### Koncepció és kidolgozás
2006 januárjában egy telefonbeszélgetés után George R. R. Martin ügynöke elküldte a Tűz és jég dala első négy könyvét David Benioffnak. Benioff néhány száz oldalt elolvasott a Trónok harca című első kötetből, majd barátjához, D. B. Weisshez fordult és felajánlotta neki a televíziós sorozat gyártásának ötletét George R. R. Martin regénysorozata alapján. Weiss mintegy két nap alatt elolvasta az első kötetet. Benioff és Weiss egy négy órás megbeszélés után Martinnal, felkereste az HBO-t és röviden felvázolták a sorozat alapötletét. Benioff elmondása szerint ő és Weiss meggyőzték Martint a sorozat készítéséről, amikor arra a kérdésre válaszoltak az írónak, hogy „Ki Havas Jon édesanyja?” Arról, hogy egy játékfilm helyett miért több évadból álló televíziós sorozatot készítenek, Benioff úgy nyilatkozott, hogy lehetetlen lenne egy adott regény adaptálása egyetlen egy filmbe, ami egyben azzal is járna, hogy számos karaktertől rögtön meg kellett volna szabadulniuk.
A sorozat kidolgozásának munkálatai 2007 januárjában kezdődtek el. A jogokat az HBO szerezte meg, vezető producerként Benioff és Weiss szolgálnak. Eredetileg évadonként az összes epizód forgatókönyvét Benioff és Weiss írta volna egy kivételével, ami George R. R. Martin-t illeti, aki egyébként szintén társproducerként munkálkodik az elkészítésben. Később Jane Espenson és Bryan Cogman is csatlakoztak a forgatókönyvírók csapatához.
A pilot epizód forgatókönyvének első és második verzióját Benioff és Weiss nyújtotta be 2007 augusztusában, illetve 2008 júniusában. Az HBO ugyan pozitívan fogadta mindkét változatot, a próbaepizódot mégsem rendelték be egészen 2008 novemberéig. Az első epizódot (Közeleg a tél / Winter Is Coming) 2009-ben forgatták le először. Egy privát eseményen lejátszották az epizódot, de sok negatív kritika érte, így az HBO úgy döntött, hogy a rendezés 90%-ának újragondolásával újraforgatják azt.
A pilot epizód mintegy 5-10 millió dollárjába került az HBO-nak, míg a teljes első évad költségvetése 50-60 millió dollárra tehető. A második évadra 15%-kal megemelték a kiadásokat, hogy a „Feketevíz” című epizódban lezajlott csatát megfelelően kivitelezhessék a készítők (csak a feketevízi csata elkészítése 8 millió dollárba került). 2015-re az egy epizódra szánt kiadásokat 6 millióról 8 millió dollárra emelték. A hatodik évad során epizódonként 10 millió dollárt költöttek a sorozatra, így a teljes évad 100 millió dollárnál is többe került.

### Szereplőválogatás
A szereposztásért elsődlegesen Nina Gold és Robert Sterne felelnek. A színészeknek meghallgatásokon kellett részt venniük, amely során összeállt a sorozat főszereplőinek tábora. Kivételes helyzetben volt Peter Dinklage és Sean Bean, akiket maguk az írók kértek fel a szerepekre; a két színész már a pilot epizód során becsatlakozott a munkálatokba 2009-ben. 2009. május 5-én bejelentették, hogy Peter Dinklage aláírta a szerződéseket Tyrion Lannister szerepére. 2009. július 19-én további bejelentéseket tettek a színészgárdát illetően; többek közt megerősítették a hírt, miszerint Sean Bean fogja játszani Ned Starkot. További színészek, akik leszerződtek a próbaepizódra: Kit Harington (Havas Jon), Jack Gleeson (Joffrey Baratheon), Harry Lloyd (Viserys Targaryen) és Mark Addy (Robert Baratheon).
2009 augusztusában jelentették be, hogy Catelyn Starkot Jennifer Ehle színésznő fogja játszani. Augusztus 20-án még több színészről derült ki, hogy a sorozatban fognak játszani, többek közt Nikolaj Coster-Waldau Jaime Lannisterként és Tamzin Merchant Daenerys Targaryenként, Richard Madden Robb Starkként, Iain Glen Ser Jorah Mormontként, Alfie Allen Theon Greyjoyként, és Sophie Turner, valamint Maisie Williams Sansa és Arya Starkként. Szeptember 1-jén bejelentették, hogy Lena Headey játssza Cersei Lannistert. Szeptember 23-án Rory McCann is hivatalosan csatlakozott a szereplőkhöz Sandor Clegane szerepében. Bran Stark szerepében Isaac Hempstead-Wright október 14-én, három nappal később pedig Jason Momoa Khal Drogoként került be a szereplőgárdába.
Miután a pilot részt leforgatták, bejelentették, hogy Catelyn Stark szerepében Jennifer Ehle helyett Michelle Fairley játszik a sorozatban. Később a Daeneryst megformáló színésznőt, Tamzin Merchantot Emilia Clarke váltotta fel.

### Forgatókönyvírás

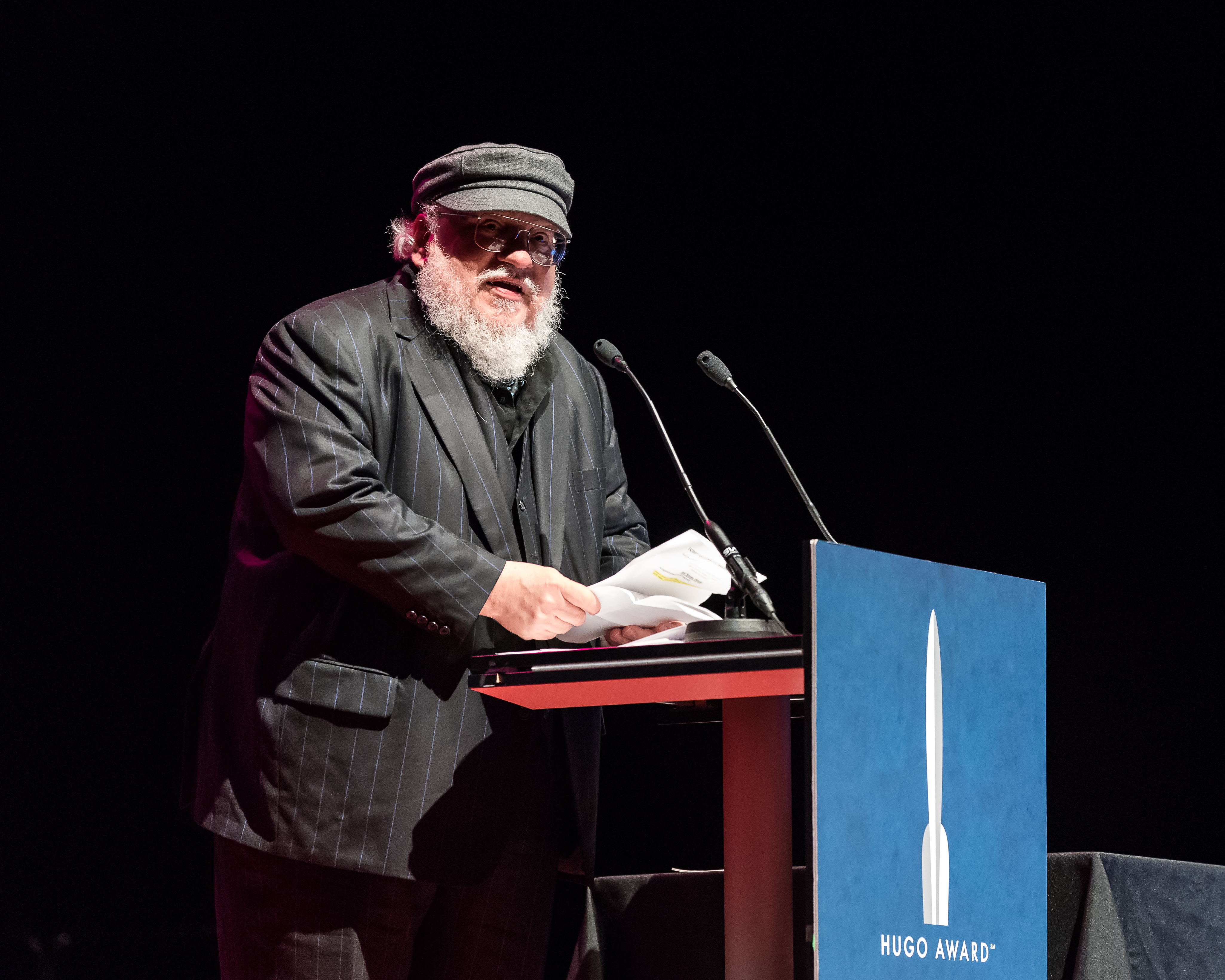
George R. R. Martin író

A Trónok harca hat évada során mindössze heten vettek részt a forgatókönyvírásban. A legtöbb epizód történetét a két alkotó, David Benioff és D. B. Weiss írja.
A Tűz és jég dala írója, George R. R. Martin az első négy évad során minden etapban egy-egy epizód erejéig vett részt a forgatókönyvírásban. Az ötödik, illetve hatodik évad írásából kivonta magát, inkább a regénysorozat hatodik felvonásának (A tél szelei) megírására koncentrált. Jane Espenson az első évad során egy epizód írásában vett részt szabadúszó munkavállalóként.

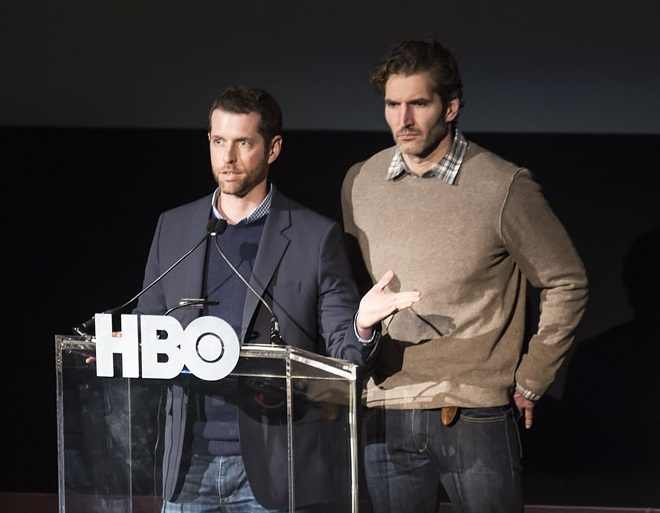
A sorozat alkotói, D. B. Weiss és David Benioff

Bryan Cogman eredetileg szövegkönyv koordinátorként vett részt a sorozat munkálataiban, az ötödik évadban azonban már producerként foglalkoztatták. Cogman az egyetlen olyan író Benioff és Weiss mellett, aki minden évadban írt forgatókönyvet. Vanessa Taylor a második és a harmadik évadban dolgozott együtt a két alkotóval. Dave Hill az ötödik évadban csatlakozott az írói csapathoz, addig Benioff és Weiss kezei alá dolgozott a háttérben. Martin ugyan hivatalosan nem tagja az írói csapatnak, mégis minden forgatókönyv vázlatot megkap, elolvas és véleményt alkot róla.
Benioff és Weiss gyakran kioszt egy bizonyos karaktert kifejezetten egy író számára; például a negyedik évad során Arya Stark karakterét Cogman kapta meg. Az írók több hetet töltenek el a karakter történetének felvázolásával: eldöntik, hogy a regények mely részét milyen mennyiségben emeljék át a sorozatba. Amint ezek az egyéni vázlatok körvonalazódtak, további heteket töltenek el a főszereplők egyéni arculatával, valamint összeállítják történetüket epizódról epizódra. Cogman az ötödik évadban két epizódot is írt, melyek közel két hónap alatt készültek el. Miután az írók elkészítették a forgatókönyvet Benioff és Weiss ellenőrzi azokat, feltüntetik megjegyzéseiket és a problémás részeket újraírják. A forgatási munkálatok megkezdése előtt mind a tíz epizód forgatókönyvének készen kell lennie, hiszen az epizódok felvételei nem a képernyőre kerülés sorrendjében zajlanak.

### A regények adaptálása
Benioff és Weiss a teljes, egyelőre befejezetlen A tűz és jég dala című regénysorozat adaptálását tervezi. A Trónok harca a hatodik évadra megelőzte Martin regényeit, a sorozat történetét a regényíró biztosította jövőbeni, egyelőre kiadatlan munkái alapján. 2016 áprilisában a két alkotó terve az volt, hogy a hatodik évad után további 13 epizódot készítenek a sorozathoz: hét epizódot a hetedik évadhoz, illetve hat epizódot az utolsó, nyolcadik évadhoz. Ugyanabban a hónapban az HBO berendelte a hét epizódból álló hetedik évadot.
| Évad    | Berendelve        | Forgatás                      | Premier           | Évadzáró            | Adaptált regény(ek) |
| ------- | ----------------- | ----------------------------- | ----------------- | ------------------- | --- |
| 1. évad | 2010. március 2.  | 2010 második fele             | 2011. április 17. | 2011 június 19.     | Trónok harca |
| 2. évad | 2011. április 19. | 2011 második fele             | 2012. április 1.  | 2012. június 3.     | Királyok csatája; és a Kardok vihara néhány korai fejezete                                                                 |
| 3. évad | 2012. április 10. | 2012 július – november        | 2013. március 31. | 2013. június 9.     | Körülbelül a Kardok vihara első kétharmada                                                                                 |
| 4. évad | 2013. április 2.  | 2013 július – november        | 2014. április 6.  | 2014. június 15.    | A Kardok vihara fennmaradó egyharmada, valamint a Varjak lakomája és a Sárkányok tánca egyes elemei                        |
| 5. évad | 2014. április 8.  | 2014 július – december        | 2015. április 12. | 2015. június 14.    | Varjak lakomája, Sárkányok tánca, és eredeti tartalom, valamint a Kardok vihara néhány kései fejezete, A tél szelei elemei |
| 6. évad | 2014. április 8.  | 2015 július – december        | 2016. április 24. | 2016. június 26.    | A tél szelei alapján készült eredeti tartalom, a Varjak lakomája és a Sárkányok tánca néhány kései elemei                  |
| 7. évad | 2016. április 21. | 2016 augusztus – 2017 február | 2017. július 16.  | 2017. augusztus 27. | A tél szelei és A tavasz álma cselekménye alapján készült eredeti tartalom                                                 |
| 8. évad | 2016. július 30.  | 2017 október – 2018 július    | 2019. április 14. | 2019. május 19.     | A tél szelei és A tavasz álma cselekménye alapján készült eredeti tartalom                                                 |

### Zene
A sorozathoz készült zenéket Ramin Djawadi írta. Az első évad filmzenéjét mintegy tíz héttel a premier előtt készítette el, melyet a Varèse Sarabande kiadó jelentetett meg 2011 júniusában. Későbbi évadokhoz is jelentek meg filmzenei albumok, rajta olyan felvételekkel, melyeken a The National, a The Hold Steady és a Sigur Rós együttesek játszanak. Djawadi a Trónok harca minden nagyobb uralkodói házaihoz, sőt egyes főszereplőkhöz is külön zenéket írt. Az évadok során ezen dallamok kifejlődtek és akár „fel is erősödhettek”, mint például Daenerys Targaryené: a hozzá kapcsolódó zene viszonylag gyengén indult, majd az évadok múlásával egyre erőteljesebbé vált. Kezdetekben Djawadi egyetlen csellót használt Daenerys témájánál, majd fokozatosan emelte bele a többi hangszert is.

### Nyelv
A Trónok harca westerosi karakterei brit angol nyelvet beszélnek, gyakran (de nem következetesen) az angliai akcentusok földrajzi elterülése és a karakterek westerosi elhelyezkedése egybeesik; Eddard Stark (Észak őrzője) az őt megformáló színész Sean Bean eredeti, északi akcentusával beszél, míg a Westeros déli felén élő Lord Tywin Lannister déli nyelvjárást használ. A Westerostól távol élő karakterek gyakran elhagyják a brit akcentust.
Westeros közös nyelve tehát az angol, a sorozat készítői azonban felkérték a nyelvész David J. Petersont, hogy alkossa meg a dothraki és a valyr nyelveket a regényekben található néhány kifejezés alapján. A sorozatban ezen nyelvek használatakor angol feliratot alkalmaznak. A BBC szerint az előbbi két mesterséges nyelvet több ember hallotta, mint a walesi, az ír és a skót gael nyelveket együttvéve.

## Szereplők
Ebben a táblázatban láthatóak azok a szereplők, akik a sorozat főcímében főszereplőként vagy további szereplőként megnevezésre kerültek.
| Színész                | Karakter           | Magyar szinkronhang          | Megjelenések | Megjelenések | Megjelenések | Megjelenések | Megjelenések | Megjelenések | Megjelenések | Megjelenések | Megjelenések |
| Színész                | Karakter           | Magyar szinkronhang          | 1            | 2            | 3            | 4            | 5            | 6            | 7            | 8            | Összesen     |
| ---------------------- | ------------------ | ---------------------------- | ------------ | ------------ | ------------ | ------------ | ------------ | ------------ | ------------ | ------------ | ------------ |
| Peter Dinklage         | Tyrion Lannister   | Láng Balázs                  | 9            | 10           | 9            | 8            | 10           | 8            | 7            | 6            | 67           |
| Lena Headey            | Cersei Lannister   | Bertalan Ágnes               | 10           | 9            | 8            | 9            | 8            | 8            | 6            | 4            | 62           |
| Emilia Clarke          | Daenerys Targaryen | Molnár Ilona                 | 9            | 8            | 8            | 8            | 8            | 8            | 7            | 6            | 62           |
| Maisie Williams        | Arya Stark         | Pekár Adrienn                | 9            | 9            | 9            | 6            | 6            | 8            | 6            | 6            | 59           |
| Kit Harington          | Havas Jon          | Czető Roland                 | 8            | 8            | 8            | 8            | 9            | 8            | 7            | 6            | 62           |
| Sophie Turner          | Sansa Stark        | Dögei Éva                    | 9            | 7            | 8            | 7            | 9            | 7            | 7            | 5            | 59           |
| Iain Glen              | Jorah Mormont      | Epres Attila                 | 9            | 7            | 8            | 7            | 8            | 3            | 6            | 4            | 52           |
| Nikolaj Coster-Waldau  | Jaime Lannister    | Anger Zsolt (1–4. évad)      | 8            | 4            | 7            | 9            | 7            | 8            | 6            | 6            | 55           |
| Nikolaj Coster-Waldau  | Jaime Lannister    | Stohl András (5–8. évad)     | 8            | 4            | 7            | 9            | 7            | 8            | 6            | 6            | 55           |
| Rory McCann            | Sandor Clegane     | Bácskai János                | 8            | 5            | 8            | 6            |              | 2            | 3            | 5            | 37           |
| Charles Dance          | Tywin Lannister    | Dunai Tamás                  | 4            | 7            | 8            | 7            | 1            |              |              |              | 27           |
| Alfie Allen            | Theon Greyjoy      | Szűcs Péter Pál              | 9            | 8            | 6            | 3            | 6            | 7            |              | 4            | 43           |
| Jack Gleeson           | Joffrey Baratheon  | Timon Barnabás               | 10           | 6            | 7            | 3            |              |              |              |              | 26           |
| Michelle Fairley       | Catelyn Stark      | Kovács Nóra                  | 9            | 8            | 8            |              |              |              |              |              | 25           |
| Isaac Hempstead-Wright | Bran Stark         | Ducsai Ábel                  | 8            | 7            | 6            | 4            |              | 5            |              | 5            | 36           |
| John Bradley-West      | Samwell Tarly      | Minárovits Péter (1–3. évad) | 5            | 6            | 8            | 7            | 9            | 3            |              | 5            | 43           |
| John Bradley-West      | Samwell Tarly      | Markovics Tamás (4–8. évad)  | 5            | 6            | 8            | 7            | 9            | 3            |              | 5            | 43           |
| Aidan Gillen           | Petyr Baelish      | Széles Tamás                 | 8            | 7            | 4            | 5            | 6            | 4            | 7            |              | 41           |
| Conleth Hill           | Varys              | Kerekes József               | 7            | 6            | 5            | 6            | 4            | 7            |              | 5            | 40           |
| Richard Madden         | Robb Stark         | Csőre Gábor                  | 8            | 6            | 8            |              |              |              |              |              | 22           |
| Gwendoline Christie    | Tarthi Brienne     | Bognár Gyöngyvér             |              | 7            | 7            | 7            | 6            | 5            |              | 5            | 37           |
| Jerome Flynn           | Bronn              | Fazekas István               | 5            | 7            | 4            | 4            | 6            | 3            |              | 3            | 32           |
| Sibel Kekilli          | Shae               | Major Melinda                | 2            | 8            | 6            | 4            |              |              |              |              | 20           |
| Joe Dempsie            | Gendry             | Előd Botond                  | 2            | 7            | 8            |              |              |              |              | 5            | 22           |
| Natalie Dormer         | Margaery Tyrell    | Pikali Gerda                 |              | 4            | 6            | 6            | 5            | 5            |              |              | 26           |
| Stephen Dillane        | Stannis Baratheon  | László Zsolt (2–4. évad)     |              | 7            | 5            | 4            | 8            |              |              |              | 24           |
| Stephen Dillane        | Stannis Baratheon  | Galbenisz Tomasz (5. évad)   |              | 7            | 5            | 4            | 8            |              |              |              | 24           |
| Nathalie Emmanuel      | Missandei          | Bogdányi Titanilla           |              |              | 8            | 7            | 7            | 7            |              | 4            | 33           |
| Liam Cunningham        | Tengerjáró Davos   | Mihályi Győző                |              | 6            | 4            | 4            | 7            | 8            |              | 6            | 35           |
| Carice van Houten      | Melisandre         | Für Anikó                    |              | 4            | 6            | 3            | 6            | 7            | 2            | 1            | 29           |
| Kristofer Hivju        | Óriásvész Tormund  | Imre István                  |              |              | 7            | 5            | 5            | 7            |              | 5            | 29           |
| Hannah Murray          | Szegfű             | Laudon Andrea                |              | 3            | 6            | 3            | 6            | 3            |              | 3            | 24           |
| Michiel Huisman        | Daario Naharis     | Zöld Csaba                   |              |              |              | 5            | 7            | 6            |              |              | 21           |
| Ed Skrein              | Daario Naharis     | Zöld Csaba                   | 3            |              |              |              |              |              |              |              | 21           |
| Iwan Rheon             | Ramsay Bolton      | Orosz Gergely                |              |              | 6            | 3            | 6            | 5            |              |              | 20           |
| Tom Wlaschiha          | Jaqen H’ghar       | Horváth-Töreki Gergely       |              | 6            |              |              | 6            | 5            |              |              | 17           |
| Rose Leslie            | Ygritte            | Solecki Janka                |              | 4            | 8            | 5            |              |              |              |              | 17           |
| Indira Varma           | Homok Ellaria      | Németh Borbála               |              |              |              | 4            | 5            | 2            | 2            |              | 13           |
| Dean-Charles Chapman   | Tommen Baratheon   | Boldog Gábor (4–5. évad)     |              |              |              | 5            | 5            | 6            |              |              | 18           |
| Dean-Charles Chapman   | Tommen Baratheon   | Ács Balázs (6. évad)         |              |              |              | 5            | 5            | 6            |              |              | 18           |
| Dean-Charles Chapman   | Martyn Lannister   |                              |              |              | 2            |              |              |              |              |              | 18           |
| James Cosmo            | Jeor Mormont       | Szersén Gyula                | 5            | 3            | 4            |              |              |              |              |              | 12           |
| Jonathan Pryce         | Főveréb            | Tarján Péter                 |              |              |              |              | 5            | 7            |              |              | 12           |
| Gemma Whelan           | Yara Greyjoy       | Sipos Eszter Anna            |              | 4            | 1            | 2            |              | 6            |              | 2            | 14           |
| Oona Chaplin           | Talisa Stark       |                              |              | 5            | 6            |              |              |              |              |              | 11           |
| Jason Momoa            | Khal Drogo         | Galambos Péter               | 9            | 1            |              |              |              |              |              |              | 10           |
| Sean Bean              | Eddard Stark       | Kőszegi Ákos                 | 9            |              |              |              |              |              |              |              | 9            |
| Robert Aramayo         | Eddard Stark       |                              |              |              |              |              |              | 2            |              |              | 2            |
| Mark Addy              | Robert Baratheon   | Gesztesi Károly              | 7            |              |              |              |              |              |              |              | 7            |
| Harry Lloyd            | Viserys Targaryen  | Welker Gábor                 | 5            |              |              |              |              |              |              |              | 5            |

| A Trónok Harca főbb szereplői                                                                                  | A Trónok Harca főbb szereplői                                                                           | A Trónok Harca főbb szereplői                                                                              | A Trónok Harca főbb szereplői                                                                                             | A Trónok Harca főbb szereplői                                                                                    | A Trónok Harca főbb szereplői                                                                                          | A Trónok Harca főbb szereplői | A Trónok Harca főbb szereplői | A Trónok Harca főbb szereplői | A Trónok Harca főbb szereplői | A Trónok Harca főbb szereplői | A Trónok Harca főbb szereplői | A Trónok Harca főbb szereplői | A Trónok Harca főbb szereplői | A Trónok Harca főbb szereplői | A Trónok Harca főbb szereplői | A Trónok Harca főbb szereplői | A Trónok Harca főbb szereplői | A Trónok Harca főbb szereplői | A Trónok Harca főbb szereplői | A Trónok Harca főbb szereplői | A Trónok Harca főbb szereplői | A Trónok Harca főbb szereplői | A Trónok Harca főbb szereplői | A Trónok Harca főbb szereplői | A Trónok Harca főbb szereplői | A Trónok Harca főbb szereplői | A Trónok Harca főbb szereplői | A Trónok Harca főbb szereplői | A Trónok Harca főbb szereplői |
| Sean Bean Eddard Stark Kőszegi Ákos                                                                            | Lena Headey Cersei Lannister Bertalan Ágnes                                                             | Peter Dinklage Tyrion Lannister Láng Balázs                                                                | Emilia Clarke Daenerys Targaryen Molnár Ilona                                                                             | Nikolaj Coster-Waldau Jaime Lannister Anger Zsolt/Stohl András                                                   | Kit Harington Havas Jon Czető Roland                                                                                   |                               |                               |                               |                               |                               |                               |                               |                               |                               |                               |                               |                               |                               |                               |                               |                               |                               |                               |                               |                               |                               |                               |                               |                               |
| --- | --- | --- | --- | --- | --- | ----------------------------- | ----------------------------- | ----------------------------- | ----------------------------- | ----------------------------- | ----------------------------- | ----------------------------- | ----------------------------- | ----------------------------- | ----------------------------- | ----------------------------- | ----------------------------- | ----------------------------- | ----------------------------- | ----------------------------- | ----------------------------- | ----------------------------- | ----------------------------- | ----------------------------- | ----------------------------- | ----------------------------- | ----------------------------- | ----------------------------- | ----------------------------- |
| | | | | | |                               |                               |                               |                               |                               |                               |                               |                               |                               |                               |                               |                               |                               |                               |                               |                               |                               |                               |                               |                               |                               |                               |                               |                               |
| A Stark-házból származó Lord Eddard Stark, becenevén „Ned”, Deres ura és Észak Őrzője, majd a király segítője. | A Lannister-házból származó Cersei Lannister, házassága révén a Hét Királyság királynéja, majd régense. | A Lannister-házból származó Tyrion Lannister, gúnynevén az „Ördögfióka”, a királynő legfiatalabb testvére. | A Targaryen-házból származó Daenerys Targaryen, becenevén a „Sárkányok anyja”, az elűzött királyi dinasztia utolsó tagja. | A Lannister-házból származó Ser Jaime Lannister, gúnynevén a „Királyölő”, Cersei ikertestvére, és Tyrion bátyja. | Fattyú révén a „Havas” névvel illetett Jon, Ned Stark törvényen kívüli fia, majd az Éjjeli Őrség felesküdött testvére. |                               |                               |                               |                               |                               |                               |                               |                               |                               |                               |                               |                               |                               |                               |                               |                               |                               |                               |                               |                               |                               |                               |                               |                               |
| Isaac Wright Brandon Stark Ducsai Ábel                                                                         | Maisie Williams Arya Stark Pekár Adrienn                                                                | Sophie Turner Sansa Stark Dögei Éva                                                                        | John Bradley Samwell Tarly Minárovits Péter/ Markovics Tamás                                                              | Alfie Allen Theon Greyjoy Szűcs Péter Pál                                                                        | Michelle Fairley Catelyn Stark Kovács Nóra                                                                             |                               |                               |                               |                               |                               |                               |                               |                               |                               |                               |                               |                               |                               |                               |                               |                               |                               |                               |                               |                               |                               |                               |                               |                               |
| | | | | | |                               |                               |                               |                               |                               |                               |                               |                               |                               |                               |                               |                               |                               |                               |                               |                               |                               |                               |                               |                               |                               |                               |                               |                               |
| A Stark-házból származó Brandon Stark, becenevén „Bran”, Lord Eddard Stark fia, majd Deres örököse.            | A Stark-házból származó Arya Stark, Lord Eddard Stark legkisebb leánya.                                 | A Stark-házból származó Sansa Stark, Lord Eddard Stark legidősebb leánya.                                  | A Tarly-házból származó Samwell Tarly, az Éjjeli Őrség felesküdött testvére, Havas Jon barátja.                           | A Greyjoy-házból származó Theon Greyjoy, gúnynevén „Bűzös”, a Vas-szigetek örököse.                              | A Tully-házból származó, házassága révén Lady Catelyn Stark, Lord Eddard Stark felesége.                               |                               |                               |                               |                               |                               |                               |                               |                               |                               |                               |                               |                               |                               |                               |                               |                               |                               |                               |                               |                               |                               |                               |                               |                               |
| Fontosabb mellékszereplők                                                                                      | | | | | |                               |                               |                               |                               |                               |                               |                               |                               |                               |                               |                               |                               |                               |                               |                               |                               |                               |                               |                               |                               |                               |                               |                               |                               |
| | | | | | |                               |                               |                               |                               |                               |                               |                               |                               |                               |                               |                               |                               |                               |                               |                               |                               |                               |                               |                               |                               |                               |                               |                               |                               |
| Aidan Gillen (Petyr Baelish „Kisujj”)                                                                          | Iain Glen (Ser Jorah Mormont)                                                                           | Stephen Dillane (Stannis Baratheon)                                                                        | Carice van Houten (Melisandre papnő a „Vörös asszony”)                                                                    | Gwendoline Christie (Tarthi Brienne) Bognár Gyöngyvér                                                            | Rory McCann (Sandor Clegane a „Véreb”)                                                                                 |                               |                               |                               |                               |                               |                               |                               |                               |                               |                               |                               |                               |                               |                               |                               |                               |                               |                               |                               |                               |                               |                               |                               |                               |
| | | | | | |                               |                               |                               |                               |                               |                               |                               |                               |                               |                               |                               |                               |                               |                               |                               |                               |                               |                               |                               |                               |                               |                               |                               |                               |
| Natalie Dormer (Margaery Tyrell)                                                                               | Conleth Hill (Lord Varys)                                                                               | | | | |                               |                               |                               |                               |                               |                               |                               |                               |                               |                               |                               |                               |                               |                               |                               |                               |                               |                               |                               |                               |                               |                               |                               |                               |

## Helyszínek
A sorozat jeleneteit számos ország helyszínein vették fel, elsősorban Írországban, Horvátországban, Máltán, Marokkóban és Spanyolországban, de forgattak Izlandon, Skóciában, Kanadában és az Egyesült Államokban is.

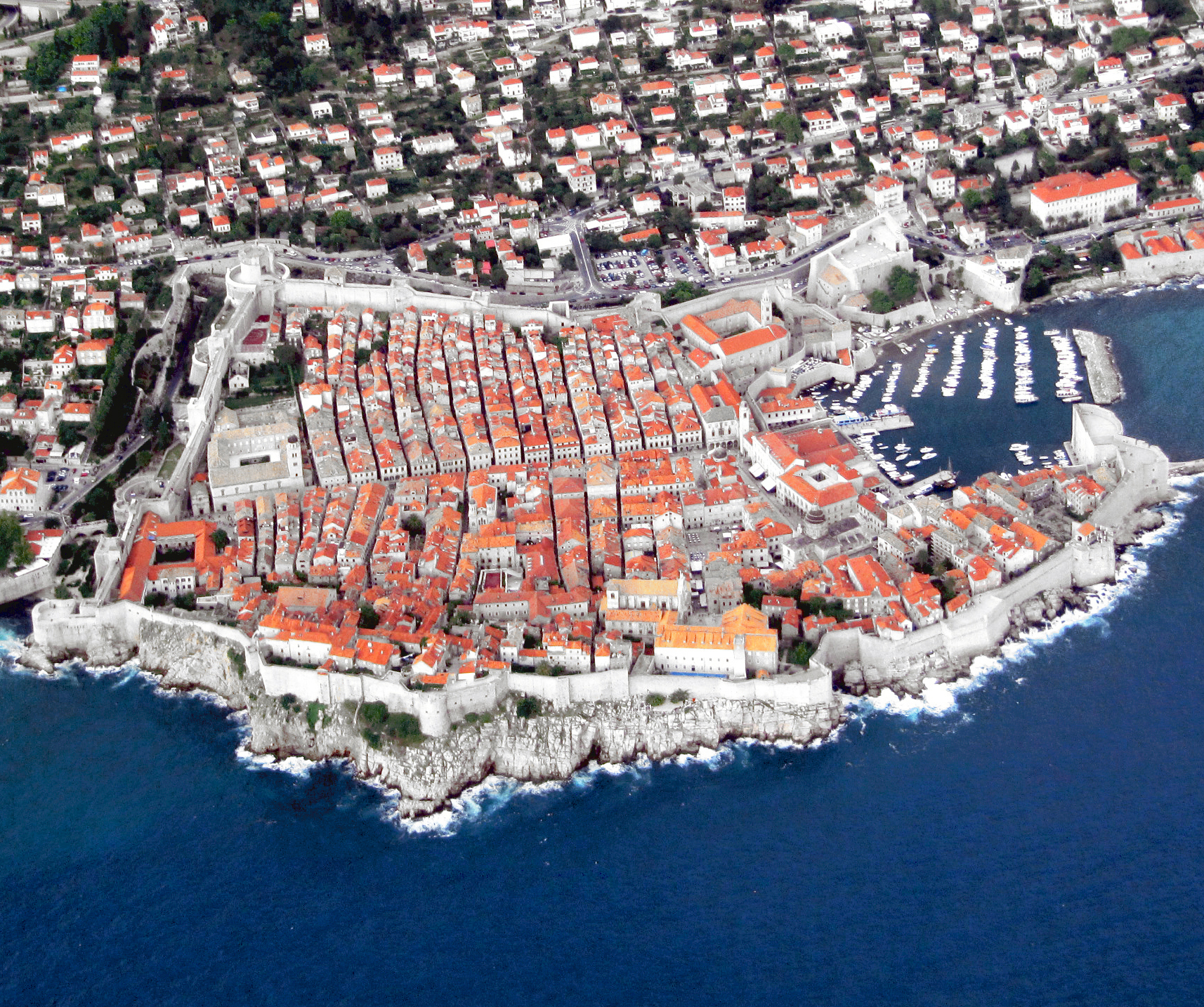
A horvátországi Dubrovnik óvárosa, amely a Hét Királyság fővárosának, Királyvárnak színtere
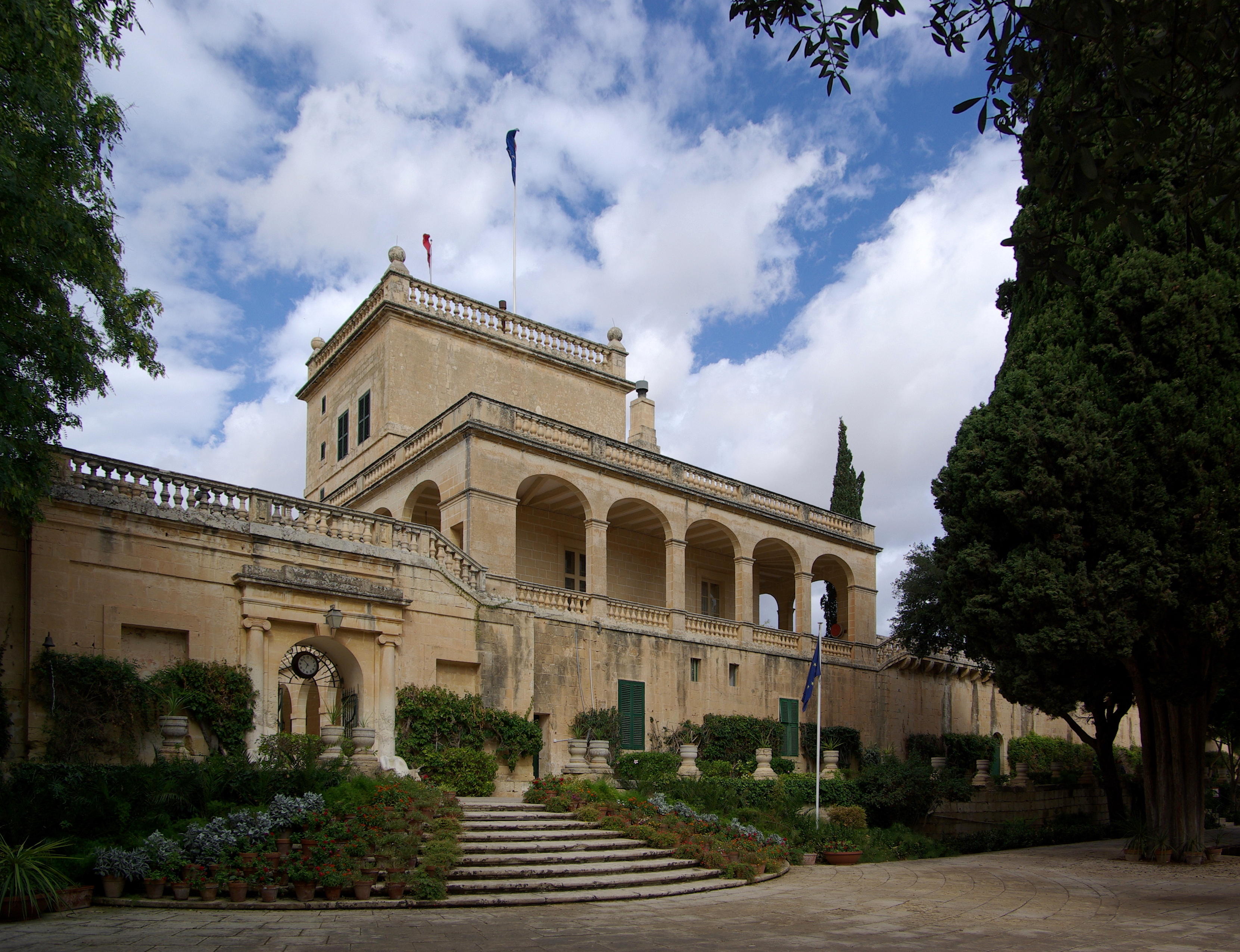
A Máltán található San Anton-palota, ahol Daenerys és fivére tartózkodott az első évadban
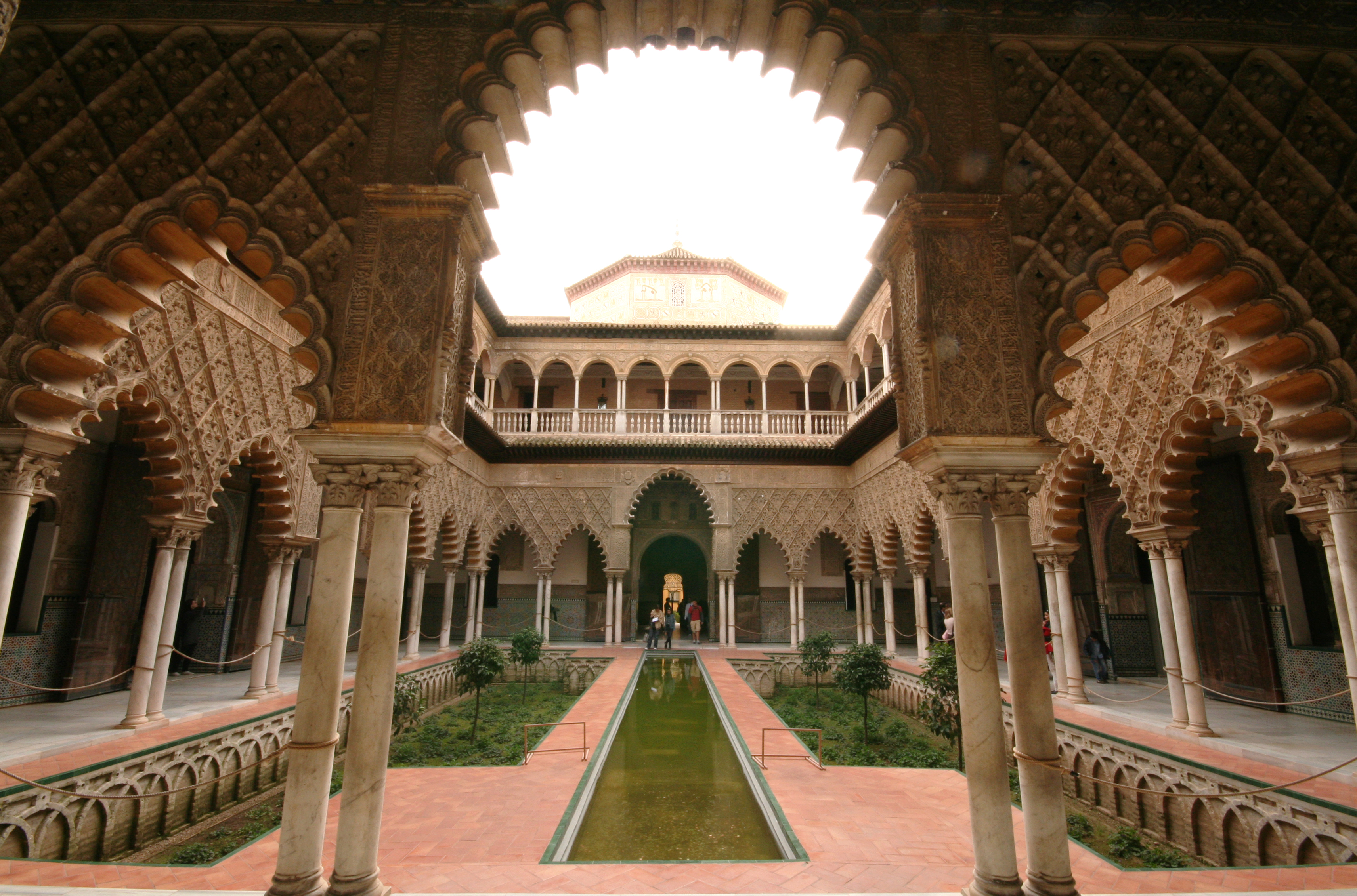
A dorne-i Napvárként funkcionáló sevillai Alkazár belső udvara
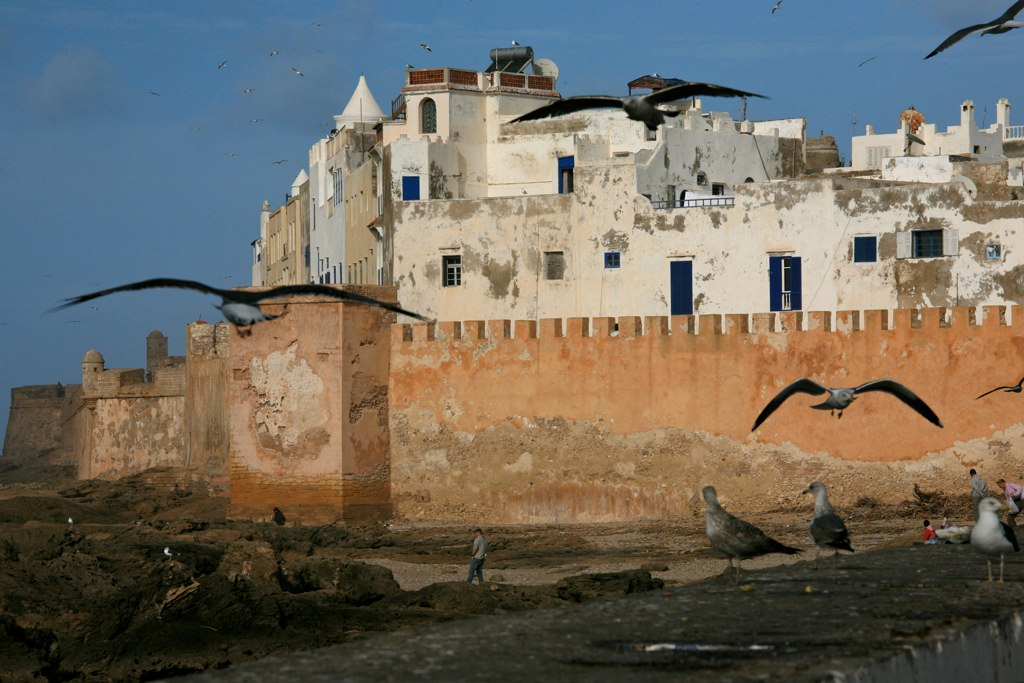
A marokkói Szavíra az essosi jelenetek egyik legfőbb színhelye
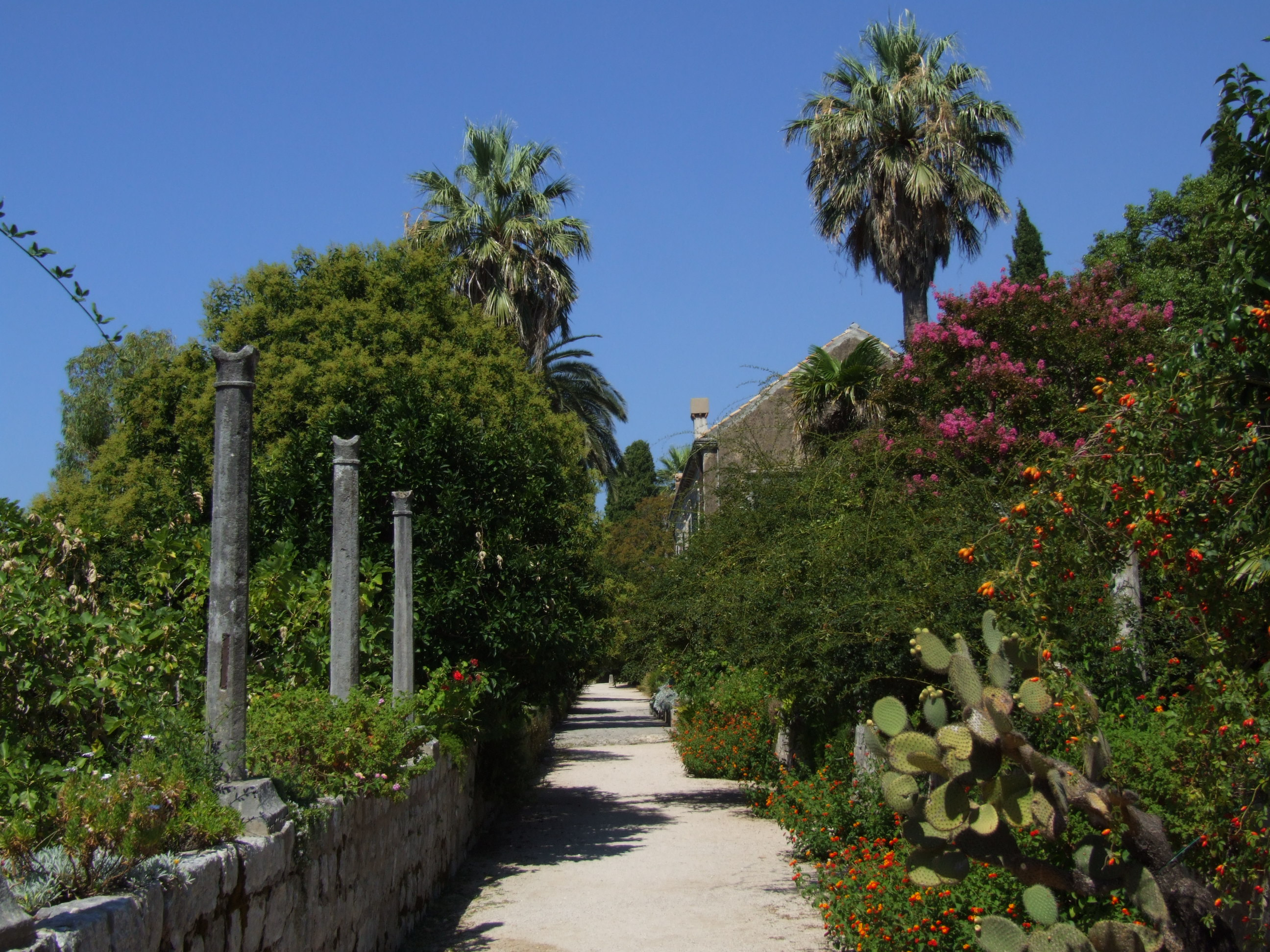
A királyvári jelenetekben gyakran látható kertek színteréül szolgáló Trsteno Arborétum szintén Dubrovnikban található
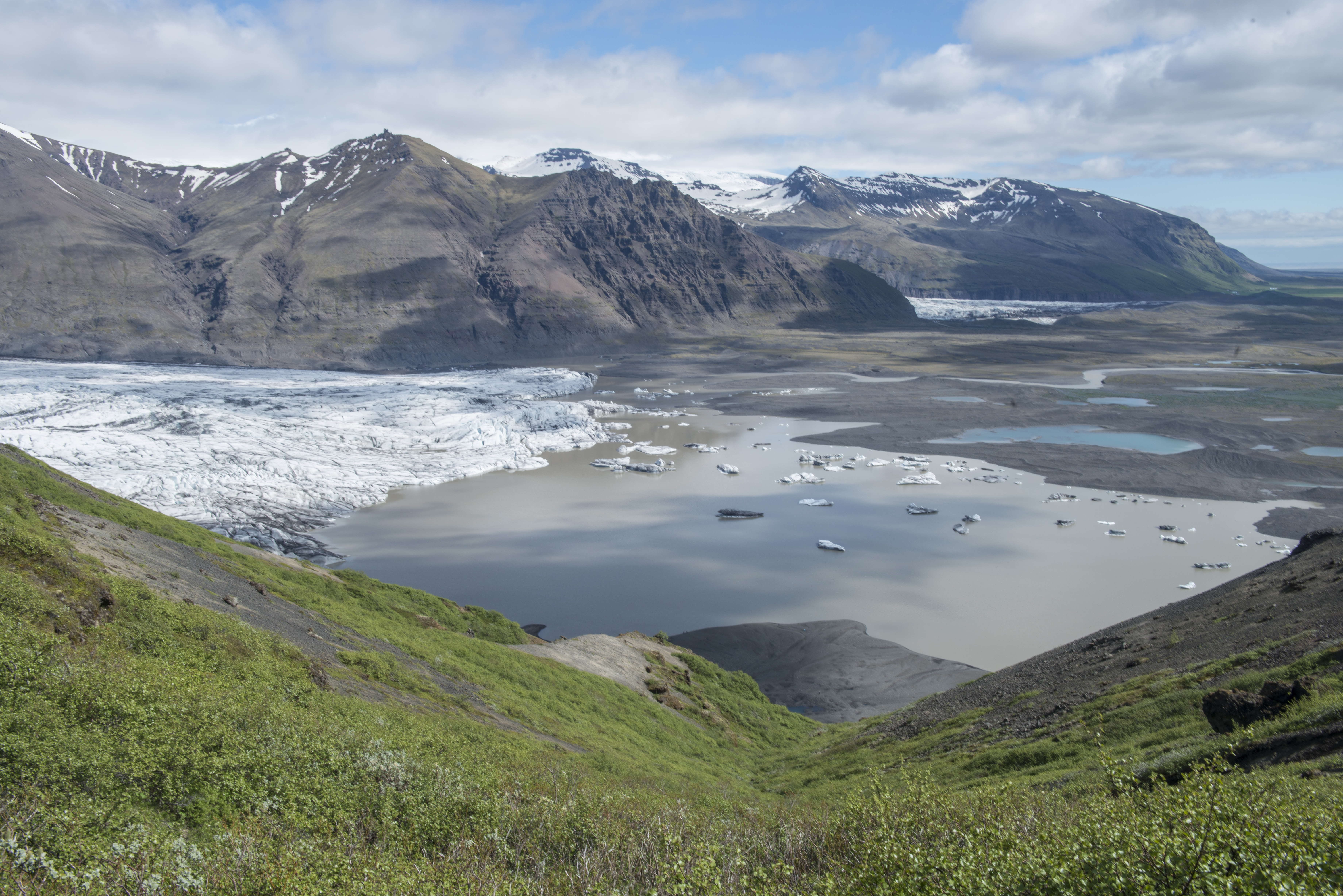
A Fal északi oldalán játszódó jeleneteit Izlandon vették fel

## A többi országban
Az alábbi csatornák sugározzák a sorozatot:
| Ország                | Csatorna                           |
| --------------------- | ---------------------------------- |
| Albánia               | Top Channel, Fox Life              |
| Arab Liga             | OSN Serie                          |
| Argentína             | HBO                                |
| Ausztrália            | Showcase                           |
| Ausztria              | Sky Atlantic HD, TNT, RTL II       |
| Banglades             | HBO                                |
| Belgium               | 2BE, beTV, Prime, La Deux          |
| Bolívia               | HBO                                |
| Bosznia-Hercegovina   | HBO                                |
| Brazília              | HBO                                |
| Bulgária              | HBO                                |
| Kanada                | HBO Canada, Super Écran, Showcase  |
| Chile                 | HBO                                |
| Kína                  | HBO                                |
| Kolumbia              | HBO                                |
| Costa Rica            | HBO                                |
| Horvátország          | HBO                                |
| Ciprus                | NovaCinema 1, NovaCinemaHD         |
| Csehország            | HBO                                |
| Dánia                 | HBO Nordic, C More, TV3            |
| Dominikai Köztársaság | HBO                                |
| Észtország            | Fox Life, ETV2                     |
| Finnország            | HBO Nordic, C More, Yle TV2        |
| Franciaország         | OCS Choc, Canal+                   |
| Németország           | Sky Atlantic HD, TNT Serie, RTL II |
| Görögország           | NovaCinema 1, NovaCinemaHD         |
| Guatemala             | HBO Latin America                  |
| Magyarország          | HBO                                |
| Hongkong              | HBO                                |
| Izland                | Stöð 2                             |
| India                 | HBO                                |
| Indonézia             | HBO Signature                      |
| Írország              | Sky Atlantic                       |
| Izrael                | Yes Oh                             |
| Olaszország           | Sky Cinema 1                       |
| Japán                 | Star Channel                       |
| Lettország            | Fox Life, Sony TV Baltic           |
| Litvánia              | Fox Life, BTV                      |

| Ország                  | Csatorna                    |
| ----------------------- | --------------------------- |
| Malajzia                | HBO Asia                    |
| Mexikó                  | HBO                         |
| Moldova                 | HBO                         |
| Montenegró              | HBO                         |
| Mozambik                | M-net                       |
| Hollandia               | HBO Nederland, RTL 4        |
| Új-Zéland               | SoHo, Prime                 |
| Nigéria                 | M-Net                       |
| Észak-Macedónia         | HBO                         |
| Norvégia                | HBO Nordic, C More, NRK     |
| Pakisztán               | HBO                         |
| Panama                  | HBO                         |
| Peru                    | HBO                         |
| Fülöp-szigetek          | HBO                         |
| Lengyelország           | HBO                         |
| Portugália              | Syfy                        |
| Puerto Rico             | HBO                         |
| Románia                 | HBO                         |
| Oroszország             | Fox Life, Ren-TV            |
| Szerbia                 | HBO                         |
| Szingapúr               | HBO Asia                    |
| Szlovákia               | HBO                         |
| Szlovénia               | HBO                         |
| Dél-afrikai Köztársaság | M-Net                       |
| Srí Lanka               | HBO Asia                    |
| Spanyolország           | Canal+, Antena 3            |
| Svédország              | HBO Nordic, C More, SVT1    |
| Svájc                   | TNT Serie                   |
| Tajvan                  | HBO                         |
| Thaiföld                | HBO Asia                    |
| Trinidad                | HBO                         |
| Törökország             | CNBC-e, Star TV, e2         |
| Ukrajna                 | TET                         |
| Egyesült Királyság      | Sky Atlantic, Sky1, Pick TV |
| Uruguay                 | HBO                         |
| Venezuela               | HBO                         |
| Vietnam                 | HBO Asia                    |
| Zimbabwe                | M-Net                       |

## Fogadtatás és elismerések
A Trónok harcát rajongók milliói várták a premier előtt. A sorozat kritikai és kereskedelmi szempontból egyaránt sikeressé vált. A The Guardian szerint 2014-re a televíziózás „legkiemelkedőbb drámája” és „a legtöbbek által kibeszélt műsor” elismeréseket is kiérdemelte.

### Kulturális hatásai
Habár indulása előtt számos kritikus elvetette a Trónok harca alapötletét, a fantasy műfaj iránt egyre növekvő érdeklődés következtében a sorozat sikeressé tudott válni. A második évad megjelenésekor Joel Williams, a CNN bloggere arról írt, hogy a rajongók a 2001-ben elstartolt, Peter Jackson által rendezett Gyűrük ura-trilógia, valamint a Harry Potter-filmek után egy újabb kiváló adaptált alkotás szemtanúi lehetnek.
A sorozat hatalmas népszerűsége következtében a Tűz és jég dala regényei azonnal az eladási listák élére ugrottak, és hónapokig ott is maradtak. A The Daily Beast szerint a sorozatot más forgatókönyvírók is megkedvelték, különösképp a szitkom műfajban munkálkodók, így gyakran került megemlítésre a sorozat címe más televíziós műsorokban is. Megfigyelhető volt a sorozatban is feltűnő husky, és egyéb farkaskutyák növekvő népszerűsége. Számos kifejezés, mint például a „Dothraki” használata rendkívül gyakorivá vált az internet világában. A Game of Thrones gyakori jelzővé vált a médiában szerte a világon: olyan helyzetekben használták leginkább, amikor heves konfliktust, megtévesztést és csalást véltek felfedezni az adott témában.
A „Khaleesi” elnevezés meghódította az Egyesült Államokat; több újszülött lány is ezt a nevet kapta. A „Khaleesi” szó királynőt jelent a sorozat dothraki nyelvében, ami egyébként Daenerys Targaryen egyik hivatalos megnevezése.
Bár a sorozatot elsősorban populáris kultúrtermékként tartják számon, a regényhez híven óriási kultúrtörténeti műveltséget is mozgat, ezáltal az ókor és a középkor szinte valamennyi fontos gondolatrendszerét érinti valamilyen formában (vendégjog, hübrisz, rendi törvénykezés, isteni elrendeltetés, a jósnő és a jóslat szerepe a kormányzásban stb.).

### A kritikusok értékelései
A Trónok harcát pozitívan fogadták a kritikusok, habár a gyakori erőszak és meztelenkedés miatt több kritikát is kapott. Évadai az év legjobbjai közt szerepeltek a Washington Post (2011-ben), a TIME (2011 és 2012-ben) és a The Hollywood Reporter (2012-ben) kiadványaiban. Második évadától kezdve az ötödikig bezárólag a Metacritic minden évben 90, vagy annál több pontra értékelte az évadokat a maximális 100-ból. A Rotten Tomatoes rendszerében a sorozat átlagosan 95%-kal rendelkezik: első évadára 89, a másodikra 96, a harmadikra 97, a negyedikre 97, az ötödikre 95 és a hatodikra 96 pontot sikerült megszereznie.
A nagyrészt brit és ír színészekből álló szereplőgárda sok kritikus tetszését elnyerte. Peter Dinklage amerikai színész népszerűsége jócskán fellendült, miután Tyrion alakításért Emmy-, és Golden Globe-díjakkal is jutalmazták. Mary McNamara, az L.A. Times újságírója a második évad közben úgy fogalmazott, hogy „sok tekintetben a Trónok Harca Dinklage-hez tartozik”. Sok kritikus kiemelte a színésznők és a gyermekszínészek alakítását. Többen a tizennégy éves Maisie Williams (Arya Stark) második évadbeli teljesítményét emelték ki, mikor legtöbbet a veterán Charles Dance (Tywin Lannister) színésszel együtt forgatott.
Az első évadot értékelők szerint a sorozatnak kiemelkedő rendezői értékei voltak, a készítők egy részletesen kidolgozott világot hoztak létre lenyűgöző karakterekkel. A Variety álláspontja szerint lehetséges, hogy jelenleg nincs olyan csatorna, aminek olyan jövedelmező műsora lenne, mint az HBO számára a Trónok harca, amely egyetlen évad után globális jelenséggé nőtte ki magát.
A második évad szintén pozitív visszajelzéseket kapott. Az Entertainment Weekly „az élénk és egyszerűen szórakoztató” történetmesélést méltatta, a The Hollywood Reporter szerint a Trónok harca jogosan pályázik a televíziózás legjobb sorozatai közé sorolásához; komolysága tette az egyetlen olyan drámává, ami összehasonlítható a Mad Men-nel és a Breaking Bad-del. A The New York Times azonban néhány negatív kritikát is megfogalmazott a sorozattal kapcsolatban: bírálták a karakterek számát, az összetettség hiányát és a bonyolult, időnként követhetetlen cselekményt.
Harmadik évada rendkívül pozitív kritikákat kapott a kritikusoktól. Az értékeléseket összegyűjtő Metacritic 100/91 pontra értékelte az évadot. A Rotten Tomatoes oldalán 97%-os értékelése van, valamint 44 vélemény alapján átlagosan 10/8,4 pontot ért el. Negyedik évada további sikereket hozott: a Metacritic 29 vélemény alapján 100/94 pontra értékelte. A Rotten Tomatoes rendszerében a negyedik évad összes epizódja 91, vagy annál több pontot kapott az értékelőktől, teljes évadára pedig 50 vélemény összesítésével 97%-ot érdemelt ki. Ötödik évada hozta a korábbi szintet és pozitív visszajelzésekben részesült; a Metacritic oldalán 100/91 pontot kapott 29 kritika alapján, míg a Rotten Tomatoes oldalán 95%-os szintet ért el 10/8,6 pontos átlagos epizódértékelésekkel (52 vélemény alapján). A hatodik évadot (az első epizód alapján) szintén sok kritikus méltatta. A Metacritic 9 vélemény alapján 100/73 pontot adott rá, a Rotten Tomatoes 96%-os, 10/8,4 pontos átlagos epizódértékelésekkel látta el.

#### Szex és erőszak
Annak ellenére, hogy lelkes fogadtatásra talált a kritikusok felől, a Trónok harcát sokan bírálják a gyakori meztelenség, erőszak és szexuális erőszak ábrázolásának módja miatt. A The Atlantic magazin az adaptálás kétségkívül leggyengébb pontjaiként ezen témákat emelte ki, ugyanis a lap szerint a sorozat hajlamos az erőszak, illetve a nemi erőszak számainak fokozására.
Főként az első és második évad részesült sok bírálatban. Azon számtalan meztelen jeleneteket illették negatív véleménnyel, melyek szerintük a cselekmény szempontjából mellékesek voltak, így semmit nem tettek hozzá a történet alakulásához. A Stannis Baratheont megformáló Stephen Dillane a sorozat gyakori felnőtt tartalmait a 70-es évek német pornóiparához hasonlította. Charlie Anders, az io9 bloggere szerint az első évad közben a nézők átlagos szexjeleneteknek lehettek tanúi, a második évadra azonban megjelentek a visszataszító, ellenszenves és embertelen képkockákkal tarkított epizódok. Ezen jelenetek információtartalma elenyésző volt Anders szerint. Anna Holmes, a The Washington Post újságírója szerint a meztelen jelenetek egyik fő célja az volt, hogy felizgassák a heteroszexuális férfi nezőket, Holmes szerint az ilyen részek jó néhány nézőt elidegenítettek a sorozattól. A The Huffington Post cikkírója, Maureen Ryan is megjegyezte a Trónok harcával kapcsolatban, hogy a meztelenség sokkal gyakoribb női karaktereknél, mint a férfiaknál. A Saturday Night Live című amerikai szkeccsműsorban paródia is készült a sokak által vitatott meztelenségről a Trónok harcában.
A harmadik évad alatt Theon Greyjoy a szadista Ramsay Bolton fogságába esik, aki hosszasan kínozza, és még férfiasságát is levágja neki. A sorozatot számtalan kritika érte az erőszak ilyenfajta ábrázolásmódja miatt. A New York magazin a „torture porn” műfajába sorolta Theon és Ramsay közös jeleneteit. A Jezebel cikkírója, Madeleine Davies így fogalmazott: „egyáltalán nem szokatlan, hogy a Trónok harca egyes jeleneteit a torture porn műfajába sorolják. Az értelmetlen erőszakot vegyítik értelmetlen szexuális képanyagokkal.” Davies szerint a sorozatban tapasztalt erőszak narratív célt szolgál, a „Medve és a szűz” című epizódban látható jelenettel (Theon kínzása) azonban túlzásba estek a készítők.
„A láncok leverője” című negyedik évadbeli epizód szintén heves vita tárgyává vált szerte a világon. Az epizód egyik jelenetében Jaime Lannister megerőszakolja nővérét és szeretőjét, Cersei-t. Adásba kerülése után a nők elleni erőszak ábrázolása miatt indult vita a sorozattal kapcsolatban. Dave Itzkoff, a The New York Times írója szerint a jelenet felháborodást váltott ki a világban, részben a rendező Alex Graves szavai miatt, aki azt nyilatkozta, hogy a végére közös megegyezés alapján történt az aktus. Itzkoff hozzátette, hogy a kritikusok attól tartanak, hogy „az erőszak olyannyira átjárta a drámát, hogy akár háttérzaj is lehetne: egy mindennapos, zavarba nem hozó esemény.” Sonia Saraiya, a The A.V. Club cikkírója szintén felhozta Cersei és Jaime aktusát, azonban ő az első évadban Daenerys Targaryn és Khal Drogo közt történt jeleneteket is nemi erőszakként fogta fel. George R. R. Martin válasza szerint a szexuális erőszak mindennapos dolog volt háború idején; elárulta, hogy ha kihagyta volna ezen részeket az elbeszélésből, saját regényének mondanivalóját hazudtolta volna meg: „az emberi történelem igazi szörnyűségeit nem orkok és sötét nagyurak okozzák, hanem mi magunk.”
Az ötödik évad során a „Meg nem hajol, meg nem rogy, meg nem törik” című epizódban Sansa Starkot megerőszakolja Ramsay Bolton. A Vanity Fair, a Salon, a The Atlantic és a The Daily Beast írói mind egyetértettek abban, hogy a jelenet indokolatlan és fölösleges volt. Joanna Robinson, a Vanity Fair-től leírta, hogy ez a jelenet „minden olyan erőt kiaknázott Sansa Starkban, ami az előző évad vége óta növekedett benne.” Sara Stewart a The New York Post-tól meglepődött, hogy a nézők miért nem háborodnak fel a kisebb mellékszereplőkkel történő hasonló, vagy ennél is kegyetlenebb esetekkel kapcsolatban. A The Mary Sue weboldal bejelentette, hogy a folyamatosan visszatérő szexuális erőszak következtében nem elemzik tovább a sorozat történéseit. Claire McCaskill egyesült államokbeli szenátor kijelentette, hogy az eset után nem követi tovább a Trónok harcát.

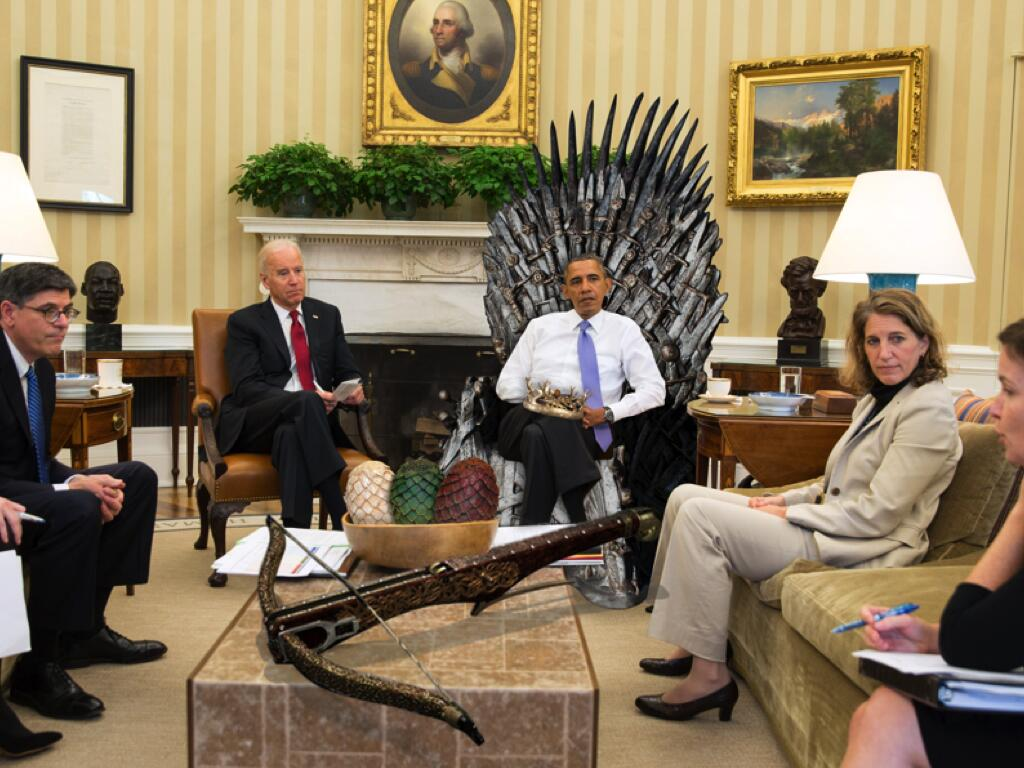
A fenti szerkesztett képet a Fehér Ház tette közzé. Az Egyesült Államok elnöke, Barack Obama (a sorozat egyik rajongója) a Vastrónon ül az Ovális Irodában a király koronájával az ölében.

### Rajongók
A Tűz és jég dala és a Trónok harca aktív nemzetközi rajongói táborral büszkélkedik. 2012-ben a Vulture.com a sorozat rajongóit a populáris kultúra legodaadóbbjaiként nevezett meg, ezzel megelőzve többek közt Lady Gaga, Justin Bieber, a Harry Potter és a Csillagok háborúja rajongóit. A rajongók közt megtalálható az Egyesült Államok 44. elnöke, Barack Obama, David Cameron, az Egyesült Királyság volt miniszterelnöke, Ausztrália volt miniszterelnöke, Julia Gillard, valamint a holland külügyminiszter, Frans Timmermans is, aki egy politikai előadása közben hozta fel a sorozatot példaként.
2013-ban a BBC News azt írta, hogy a rajongók odaadása és szenvedélye egy olyan jelenséget hozott létre, ami semmilyen más népszerű televíziós sorozatnak nem sikerült. Az internet használatával a nézők kibeszélik a sorozatot, teóriákat hoznak létre, így egy fanfictiont alkotva. Az Egyesült Államokban az „Arya” név használata megnövekedett: a népszerűségi listán a 711. helyről a 413-ra ugrott.
2013-ban a sorozat nézői közül mintegy 58% volt a férfi és 42% a nő. A férfiak átlagéletkora 41 év volt. A Vulture.com a Westeros.org és a WinterIsComing.net oldalakat nevezte meg a sorozat két legnépszerűbb rajongói oldalainak.

### Díjak és elismerések
A Trónok harca számos díjjal gazdagodott bemutatása óta. Elismerései közt szerepel 47 Emmy-díj, 5 Screen Actors Guild-díj és 1 Peabody-díj. Jelenleg a Trónok harca tartja a legtöbb Emmy-díjjal rendelkező televíziós sorozat rekordját, a 37 Emmy-díjjal jutalmazott Dumagép (1993-2004) című sorozatot megelőzve. Az amerikai forgatókönyvírók szakszervezetének (WGA), minden idők legjobban megírt sorozat listáján a negyvenedik helyet érte el. 2015-ben a The Hollywood Reporter a „Minden idők legjobb televíziós műsorai” listáján a negyedik helyet érdemelte ki, míg 2016-ban az Empire hasonló listáján a hetedik helyen szerepelt. Ugyanabban az évben a Rolling Stone magazin minden idők tizenkettedik legjobb televíziós műsorának nevezte.
2011. július 14-én a sorozat első évadát 13 Emmy-díjra jelölték, többek közt a legjobb drámasorozat, a legjobb szereplőgárda, a legjobb drámaszínész (Sean Bean) és a legjobb mellékszereplő (Peter Dinklage) kategóriákban. A 63. Emmy-díjátadón Dinklage elnyerte a legjobb mellékszereplőnek járó szobrot Tyrion Lannister megformálásáért, valamint a legjobb főcím design kategóriában is győzedelmeskedett a sorozat. Jelölést kapott továbbá a legjobb rendezés („Közeleg a tél”) és a legjobb forgatókönyv („Baelor”) kategóriákban is. Dinklage az Emmy-díj mellett ugyanabban a kategóriában elnyerte a Golden Globe-, a Satellite és a Scream Awards díjait is. 2012-ben a második évad 6 Kreatív Emmy-díjat nyert meg 11 jelöléséből; többek között esélyes volt a legjobb drámasorozat és a legjobb drámai mellékszereplő (Peter Dinklage) kategóriákban is.
Harmadik évadáért 2013-ban további 16 Emmy-jelölést gyűjtött be, köztük a legjobb drámasorozat, a legjobb drámai férfi mellékszereplő (Peter Dinklage), a legjobb drámai női mellékszereplő (Emilia Clarke), a legjobb női vendégszereplő (Diana Rigg), a legjobb forgatókönyv („Castamere-i esők”) kategóriákban, továbbá 2 Kreatív Emmy-díjat sikerült megnyernie. Ötödik évada 2014-ben 4 Kreatív Emmy-díjat gyűjtött be 19 jelöléséből; többek közt a legjobb drámasorozat, a legjobb férfi mellékszereplő (Peter Dinklage), a legjobb női mellékszereplő (Lena Headey), a legjobb női vendégszereplő (Diana Rigg), a legjobb rendezés („A Fal őrzői”), valamint a legjobb forgatókönyv („Gyermekek”) kategóriákban jelölték az évadot.
2015-ben az ötödik évaddal a sorozat rekordot döntött, amikor 24 Emmy-jelöléséből 12-t díjra is váltott, ezzel felállítva az egy este alatt legtöbbet díjazott sorozat új rekordját. A 67. Emmy-gálán a Trónok harca győzedelmeskedett a legjobb drámasorozat, a legjobb férfi mellékszereplő (Peter Dinklage), a legjobb rendezés („Az Anya irgalma”) és a legjobb forgatókönyv („Az Anya irgalma”) kategóriákban, ezenkívül további 8 Kreatív Emmy-díjat zsebelt be. Hatodik évadával 2016-ban a 68. Emmy-gála legtöbbet jelölt televíziós produkciója volt a maga 23 jelölésével. Az est során elnyerte a legjobb drámasorozat, a legjobb rendezés („Fattyak csatája”) és a legjobb forgatókönyv („Fattyak csatája”) Emmy-díjait, valamint további 9 Kreatív Emmy-díjat szerzett. A 2016-os jelöltek közt szerepelt Kit Harington és Peter Dinklage (legjobb férfi mellékszereplők), Emilia Clarke, Lena Headey és Maisie Williams (legjobb női mellékszereplők), Max von Sydow (legjobb férfi vendégszereplő), valamint „Az ajtó” című epizód esélyes volt a legjobb rendezés kategóriájában.
2018-ban a 70. Emmy-gálán ismét a Trónok harca kapta a legtöbb, 22 jelölést a hetedik évadával. Jelölték többek között a legjobb drámasorozat, a legjobb női mellékszereplő (Lena Headey), a legjobb férfi mellékszereplő (Peter Dinklage és Nikolaj Coster-Waldau), a legjobb női vendégszereplő (Diana Rigg), a legjobb forgatókönyv (David Benioff és D. B. Weiss „A sárkány és a farkas” című epizódért), illetve a legjobb rendezés (Jeremy Podeswa „A sárkány és a farkas” című epizódért, valamint Alan Taylor „A Falon túl” című epizódért) kategóriákban. A 2018. szeptember 17-én megrendezett 70. Emmy-gálán a hét Kreatív Emmy-díj mellett a sorozat ismét elnyerte a legjobb drámasorozatnak járó trófeát, valamint Peter Dinklage megkapta karrierje harmadik Emmy-díját a legjobb férfi mellékszereplő kategóriában.

### Nézettség
A sorozat első évadának első vasárnap esti vetítését átlagosan 2,5 millió néző követte az Egyesült Államokban, az on-demand és egyéb szolgáltatások értékeit összeadva pedig átlagosan 9,3 millió néző volt kíváncsi egy-egy epizódra. Második évadára az HBO online szolgáltatásaival együtt ez az érték 11,6 millió nézőre nőtt. Harmadik évadára a nézettség tovább nőt: 14,2 millió átlagos nézőszámával a Trónok harca az HBO második legnépszerűbb sorozatává nőtte ki magát a Maffiózok után. Negyedik évada után az HBO megerősítette, hogy a 18,6 milliós átlagos epizódonkénti nézettségével a sorozat megdöntötte a Maffiózok rekordját. Hatodik évadára az értékek még tovább nőttek, a nézők mintegy 40%-a az HBO digitális platformjain követte a sorozat történéseit, epizódonkénti átlagos számuk pedig a 25 milliót is átlépte. A sorozat rekordot döntött többek között az Egyesült Királyság (2016-ban átlagos 5 millió néző), valamint Ausztrália (átlagos 1,2 millió néző) prémium csatornáin.
| Epizódonkénti nézőszám az Egyesült Államokban (millió) | Epizódonkénti nézőszám az Egyesült Államokban (millió) | Epizódonkénti nézőszám az Egyesült Államokban (millió) | Epizódonkénti nézőszám az Egyesült Államokban (millió) | Epizódonkénti nézőszám az Egyesült Államokban (millió) | Epizódonkénti nézőszám az Egyesült Államokban (millió) | Epizódonkénti nézőszám az Egyesült Államokban (millió) | Epizódonkénti nézőszám az Egyesült Államokban (millió) | Epizódonkénti nézőszám az Egyesült Államokban (millió) | Epizódonkénti nézőszám az Egyesült Államokban (millió) | Epizódonkénti nézőszám az Egyesült Államokban (millió) | Epizódonkénti nézőszám az Egyesült Államokban (millió) |
| Évad                                                   | Ep. 1                                                  | Ep. 2                                                  | Ep. 3                                                  | Ep. 4                                                  | Ep. 5                                                  | Ep. 6                                                  | Ep. 7                                                  | Ep. 8                                                  | Ep. 9                                                  | Ep. 10                                                 | Átlag                                                  |
| ------------------------------------------------------ | ------------------------------------------------------ | ------------------------------------------------------ | ------------------------------------------------------ | ------------------------------------------------------ | ------------------------------------------------------ | ------------------------------------------------------ | ------------------------------------------------------ | ------------------------------------------------------ | ------------------------------------------------------ | ------------------------------------------------------ | ------------------------------------------------------ |
| 1. évad                                                | 2,22                                                   | 2,20                                                   | 2,44                                                   | 2,45                                                   | 2,58                                                   | 2,44                                                   | 2,40                                                   | 2,72                                                   | 2,66                                                   | 3,04                                                   | 2,52                                                   |
| 2. évad                                                | 3,86                                                   | 3,76                                                   | 3,77                                                   | 3,65                                                   | 3,90                                                   | 3,88                                                   | 3,69                                                   | 3,86                                                   | 3,38                                                   | 4,20                                                   | 3,80                                                   |
| 3. évad                                                | 4,37                                                   | 4,27                                                   | 4,72                                                   | 4,87                                                   | 5,35                                                   | 5,50                                                   | 4,84                                                   | 5,13                                                   | 5,22                                                   | 5,39                                                   | 4,97                                                   |
| 4. évad                                                | 6,64                                                   | 6,31                                                   | 6,59                                                   | 6,95                                                   | 7,16                                                   | 6,40                                                   | 7,20                                                   | 7,17                                                   | 6,95                                                   | 7,09                                                   | 6,84                                                   |
| 5. évad                                                | 8,00                                                   | 6,81                                                   | 6,71                                                   | 6,82                                                   | 6,56                                                   | 6,24                                                   | 5,40                                                   | 7,01                                                   | 7,14                                                   | 8,11                                                   | 6,88                                                   |
| 6. évad                                                | 7,94                                                   | 7,29                                                   | 7,28                                                   | 7,82                                                   | 7,89                                                   | 6,71                                                   | 7,80                                                   | 7,60                                                   | 7,66                                                   | 8,89                                                   | 7,69                                                   |
| 7. évad                                                | 10,11                                                  | 9,27                                                   | 9,25                                                   | 10,17                                                  | 10,72                                                  | 10,24                                                  | 12,07                                                  | –                                                      | –                                                      | –                                                      | 10,26                                                  |
| 8. évad                                                | 11,76                                                  | 10,29                                                  | 12,02                                                  | 11,80                                                  | 12,48                                                  | 13,61                                                  | –                                                      | –                                                      | –                                                      | –                                                      | 11,99                                                  |

## Fordítás
- Ez a szócikk részben vagy egészben  a   Game of Thrones című angol Wikipédia-szócikk fordításán alapul.  Az eredeti cikk szerkesztőit annak laptörténete sorolja fel. Ez a jelzés csupán a megfogalmazás eredetét és a szerzői jogokat jelzi, nem szolgál a cikkben szereplő információk forrásmegjelöléseként.